# Gonatophragmium obscurum
Gonatophragmium obscurum är en svampart som beskrevs av U. Braun & C.F. Hill 2002. Gonatophragmium obscurum ingår i släktet Gonatophragmium och familjen Acrospermaceae.   Inga underarter finns listade i Catalogue of Life.